# D.I.S.C.O
D.I.S.C.O는 대한민국의 여성 솔로 가수 엄정화의 첫 번째 EP 음반이다. 이 음반은 YG 엔터테인먼트와의 합작 프로젝트로 발매되었는데, YG 엔터테인먼트로서는 최초로 외부 소속사의 아티스트의 음반 프로듀싱을 맡아 화제가 되었다. 2008년 7월 1일에 총 6곡이 수록되어 있는 EP 음반으로 발매되었고, 동명의 타이틀 곡은 빅뱅의 T.O.P이 피처링한 "D.I.S.C.O"이다.

## 배경
이 음반은 베스트 음반을 제외한 10번째 스튜디오 음반이자 첫 번째 EP 음반이다. YG 엔터테인먼트의 Teddy가 프로듀서를 맡았고, 엄정화와의 콜라보레이션에는 빅뱅의 지드래곤, T.O.P, 2NE1의 씨엘, Perry, Kush, YMGA 등이 참여했다.
타이틀곡 "D.I.S.C.O"는 이후, 파트2로 나누어 G-DRAGON이 피처링으로 참여해 디지털 싱글 형식으로 발매되었다.

## 트랙 리스트
| #             | 제목                                  | 작사          | 작곡             | 편곡          | 재생 시간 |
| ------------- | ------------------------------------- | ------------- | ---------------- | ------------- | --------- |
| 1.            | 〈Kiss Me (Feat. YMGA)〉              | E-Tribe       | E-Tribe          | E-Tribe       | 4:13      |
| 2.            | 〈DJ (Feat. CL)〉                     | TEEDY         | TEDDY            | TEDDY         | 3:51      |
| 3.            | 〈DISCO (Feat. T.O.P of BIGBANG)〉    | TEDDY, T.O.P  | TEDDY, KUSH      | TEDDY         | 3:25      |
| 4.            | 〈Party (Feat. G-DRAGON of BIGBANG)〉 | G-DRAGON      | G-DRAGON, 유건형 | 유건형        | 3:33      |
| 5.            | 〈흔들어 (Feat. Perry)〉              | 양현석        | Perry            | Perry         | 3:43      |
| 6.            | 〈Celebration〉                       | 양현석        | Perry            | Perry         | 3:22      |
| 총 재생 시간: | 총 재생 시간:                         | 총 재생 시간: | 총 재생 시간:    | 총 재생 시간: | 22:07     |